# Puig de la Figuerassa
El Puig de la Figuerassa és una muntanya de 205 metres que es troba al municipi de Colera, a la comarca catalana de l'Alt Empordà.